# Reinhold Bartel
Reinhold Bartel (* 1. März 1926 in Trier; † 10. August 1996 in Wiesbaden) war ein deutscher Opernsänger (Tenor).

## Leben
Bartel studierte Gesang an der Musikhochschule Köln und trat schon zu dieser Zeit am Theater Bonn als Rosillon in Die lustige Witwe auf. 1953 erhielt er sein erstes Engagement am Theater Trier. 1956 wechselte er an das Staatstheater Wiesbaden, wo er bis zu seinem Bühnenabschied im Jahr 1977 Mitglied des Ensembles war. Bei Gastspielreisen trat er unter anderem an der Wiener Staatsoper und der Nationaloper Warschau auf.
Bartel übernahm vor allem Partituren des Fachbereichs lyrischer Tenor: den Titelhelden in Serse, Idamante in Idomeneo, Don Ottavio in Don Giovanni, Tamino in Die Zauberflöte, Jacquino in Fidelio, Wilhelm Meister in Mignon, Lenski in Eugen Onegin und Stewa in Jenůfa. Zu seinen späteren Gesangspartien gehörten der Hauptmann in Wozzeck und Schwalb in Mathis der Maler.
Er wirkte in der Uraufführung der Oper Yolimba von Wilhelm Killmayer am 15. März 1964 in Wiesbaden mit, ebenso in den deutschen Erstaufführungen von The Crucible von Robert Ward (1963) und La diavolessa von Baldassare Galuppi (1964).
Daneben war er ein gefragter Operettensänger. In diesem Bereich sang Bartel mit vielen bekannten Stars wie Peter Alexander, René Kollo, Herta Talmar, Rita Bartos und Margit Schramm. Etliche Operettenquerschnitte entstanden bei Polydor unter dem Dirigenten Franz Marszalek. Mit Marszalek arbeitete Reinhold Bartel auch beim WDR Köln zusammen. Hier erschien er in Gesamtaufnahmen der Operetten Die schöne Galathée, Die geschiedene Frau und Der Vogelhändler. Er nahm an fast allen deutschen Rundfunkanstalten Operettenquerschnitte und Lieder in Begleitung großer Orchester auf, war in zahlreichen Rundfunksendungen zu hören und betätigte sich immer wieder als Konzert- und Oratoriensänger.
In den 1960er Jahren wagte Bartel, der als vielseitiger Tenor galt, einen Ausflug in die so genannte leichte Muse: er nahm bei der Polydor die beiden Schlager Ich will dich nicht verlieren und Morgen, da wird es schöner sein (Dirigent: Franz Marszalek) auf. Die Single schaffte es auf Anhieb in die Hitparade von Radio Luxemburg. Mehrere Male trat er im Abendprogramm des deutschen Fernsehens auf, u. a. in der Quizsendung Einer wird gewinnen mit Hans Joachim Kulenkampff, Erkennen Sie die Melodie?, im Blauen Bock mit Otto Höpfner, in aufwändig produzierten Operettenfilmen wie die von Franz Marszalek dirigierte WDR-Produktion Hofball für den Walzerkönig.
Bartel sang das hohe C so klar, dass ihm von seiner damaligen Plattenfirma Telefunken der Beiname „Ritter vom Hohen C“ gegeben wurde. Seit 1976 wirkte er als Pädagoge an der Universität Mainz.
Er ist der Vater des ZDF-Nachrichtensprechers Elmar Bartel.

## Diskografie
Langspielplatten und CDs
- Die Fledermaus von Johann Strauss erschienen bei Polydor
- Der Zigeunerbaron von Johann Strauss
- Operette in Gold und Silber, erschienen bei EMI
- Eine Nacht in Venedig von Johann Strauss, erschienen bei Polydor
- Der Zarewitsch von Franz Lehár, erschienen bei Polydor
- Das Land des Lächelns von Franz Lehár
- Paganini von Franz Lehár
- Gräfin Mariza von Emmerich Kálmán, erschienen bei Polydor
- Ritter vom hohen C, erschienen bei Teldec
- Die Zirkusprinzessin von Emmerich Kálmán, erschienen bei Polydor
- Die Csárdásfürstin von Emmerich Kálmán
- Christus am Ölberge von Ludwig van Beethoven, erschienen bei Vox International Classic
- Die Dollarprinzessin von Leo Fall, erschienen bei Polydor
- Wiener Blut von Johann Strauss
- Maske in Blau von Fred Raymond